# Гронтардо
Гронтардо (итал. Grontardo) је насеље у Италији у округу Кремона, региону Ломбардија.
Према процени из 2011. у насељу је живело 929 становника. Насеље се налази на надморској висини од 46 м.

## Становништво
| 1936. | 1951. | 1961. | 1971. | 1981. | 1991. | 2001. | 2011. |
| ----- | ----- | ----- | ----- | ----- | ----- | ----- | ----- |
| 2.140 | 2.078 | 1.669 | 1.479 | 1.377 | 1.321 | 1.301 | 1.469 |